# Ensemble Kalbensteinberg

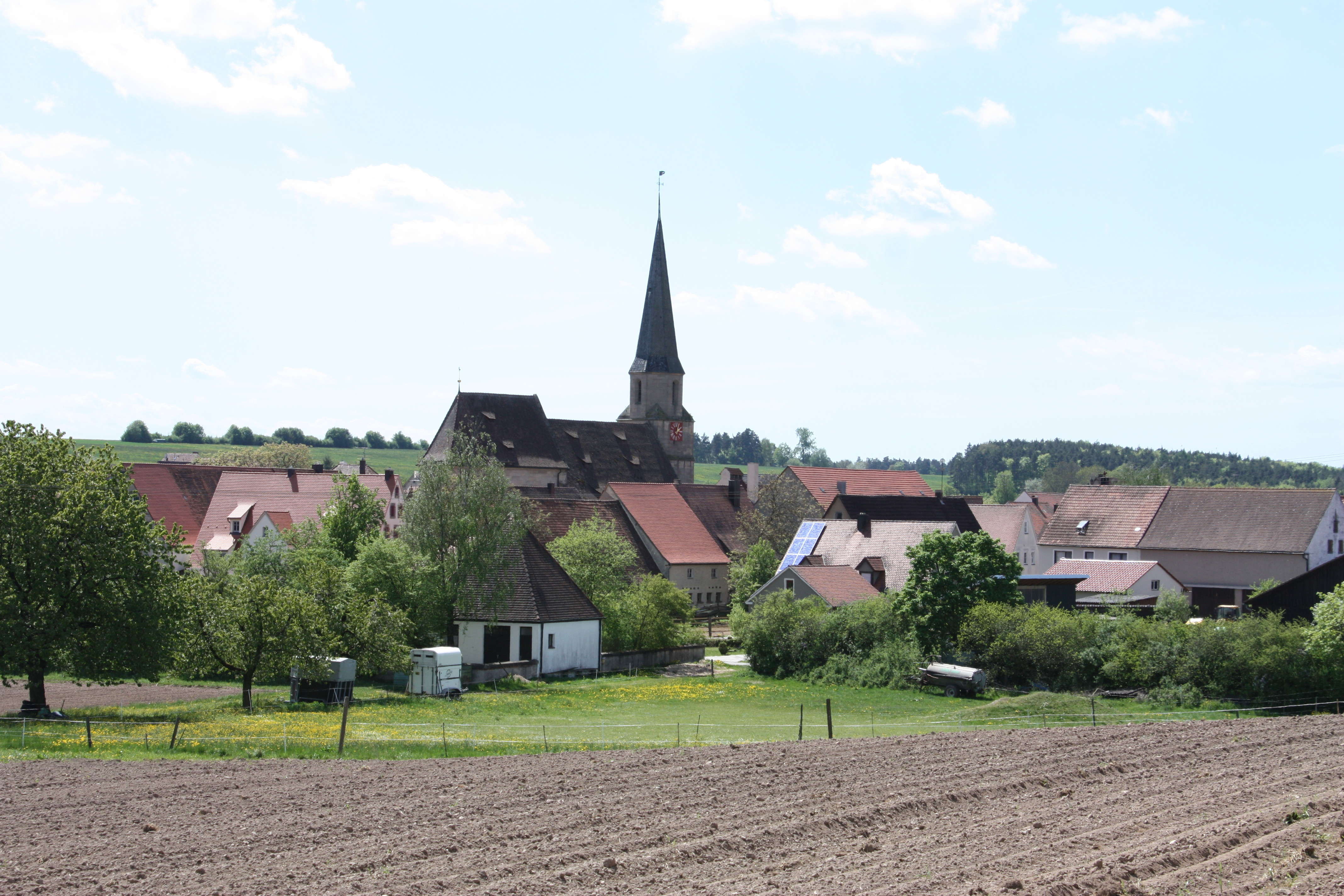
Kalbensteinberg

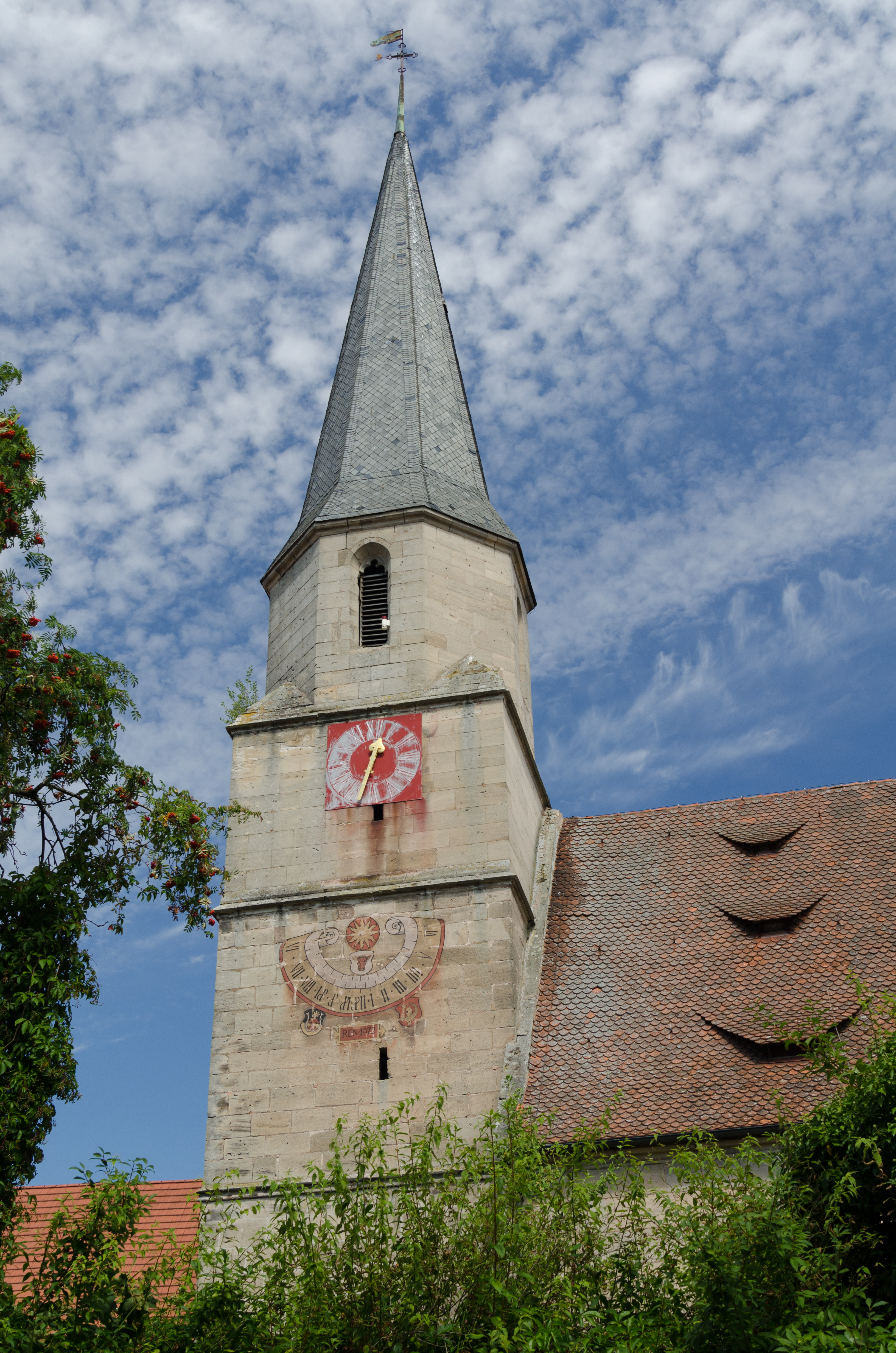
Evangelische Pfarrkirche St. Marien und Christophorus

Das Ensemble Kalbensteinberg umfasst den historisch bebauten Bereich von Kalbensteinberg, einem Gemeindeteil von Absberg im mittelfränkischen Landkreis Weißenburg-Gunzenhausen in Bayern. Das Ensemble ist ein geschütztes Baudenkmal.

## Geschichte und Beschreibung
Das Ensemble umfasst die Hauptstraße des Kirchdorfes von den Hausnummern 1 bzw. 113 im Süden bis zum Haus Nr. 28 im Norden sowie die zur Kirche abzweigende, hinter dem Chor nach Norden abgewinkelte Gasse mit ihrer Bebauung. 
Die Siedlungsdichte des Dorfkerns und die über der einheitlichen Dächerlandschaft dominierende, im äußeren Umriss bewusst an die beiden großen Nürnberger Kirchen St. Sebald und St. Lorenz erinnernde spätgotische Pfarrkirche St. Marien und Christophorus sind die wesentlichen Merkmale des Dorfes. 
Die Hauptstraße wird gerahmt von streng giebelständigen Wohnhäusern und Scheunen der Obst- und Hopfenbauern, die überwiegend in der Quaderbauweise des letzten Drittels des 19. Jahrhunderts aus Kalbensteinberger Weißsandstein mit hohen Satteldächern errichtet wurden. Die östlich von der Hauptstraße abzweigende Gasse führt in den Mittelpunkt des Dorfes, wo sich zwischen der im alten ummauerten Kirchhof gelegenen Kirche, ebenfalls ein Sandsteinquaderbau, dem Pfarrhof (Haus Nummer 70), dem ehemaligen Gasthaus Lamm (Haus Nummer 61) und dem alten Pfarrhaus (Haus Nummer 64) ein kleiner Platz ausweitet. 
Die Nürnberger Patrizierfamilie von Rieter, die bis 1754 die Grundherrschaft im Dorf innehatte, prägte durch den Bau der Kirche, des alten Pfarrhauses, des Pfarrhofes und des Gasthauses, das auch als Amtshaus diente, das Aussehen des Dorfes. 
Das Ortsbild ist vor allem von Südosten von hervorragender Bedeutung. Störend sind vereinzelt die Um- und Neubauten im Ortskern sowie die Erweiterungen der Wirtschaftsgebäude.

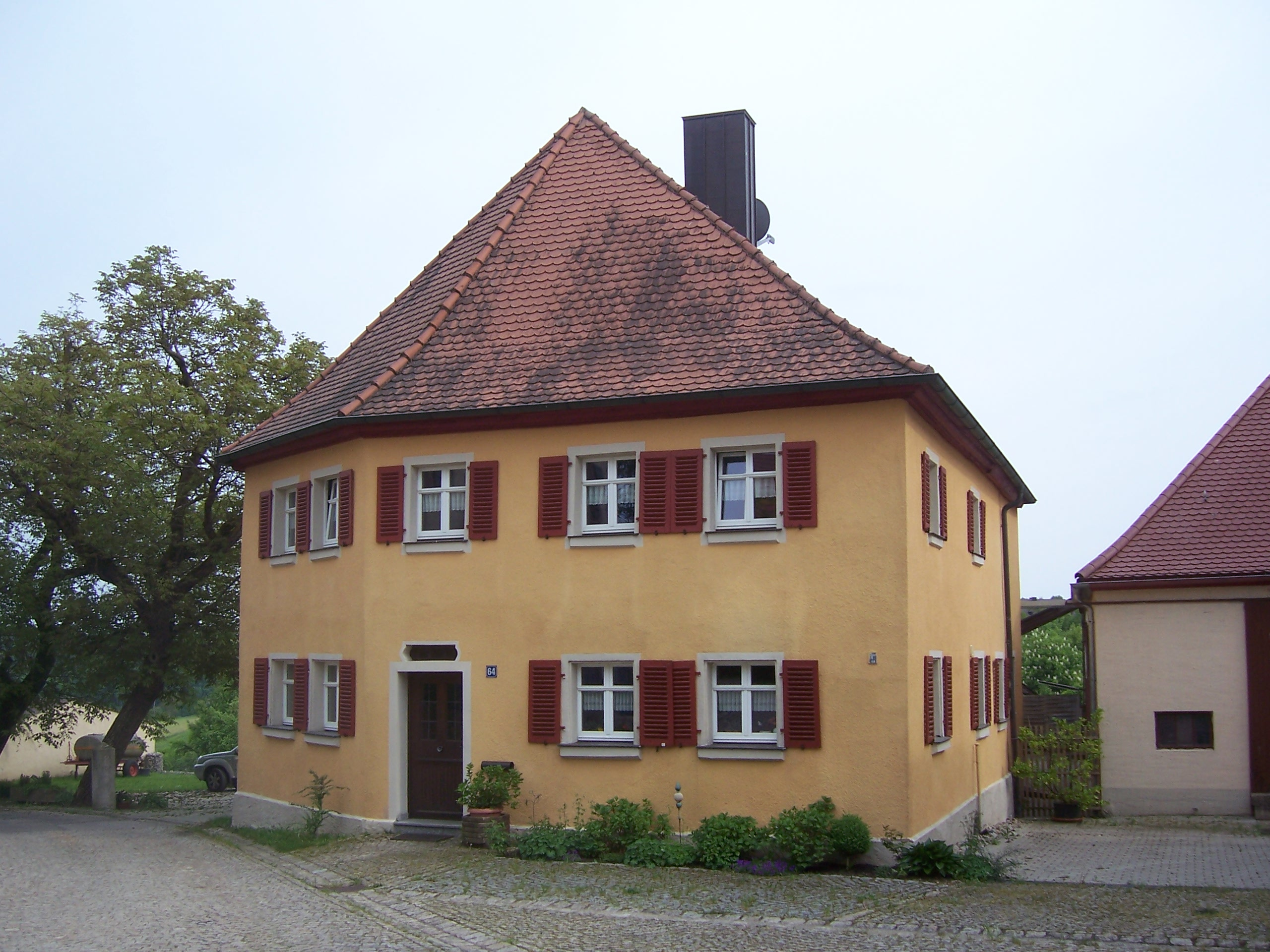
Altes Pfarrhaus
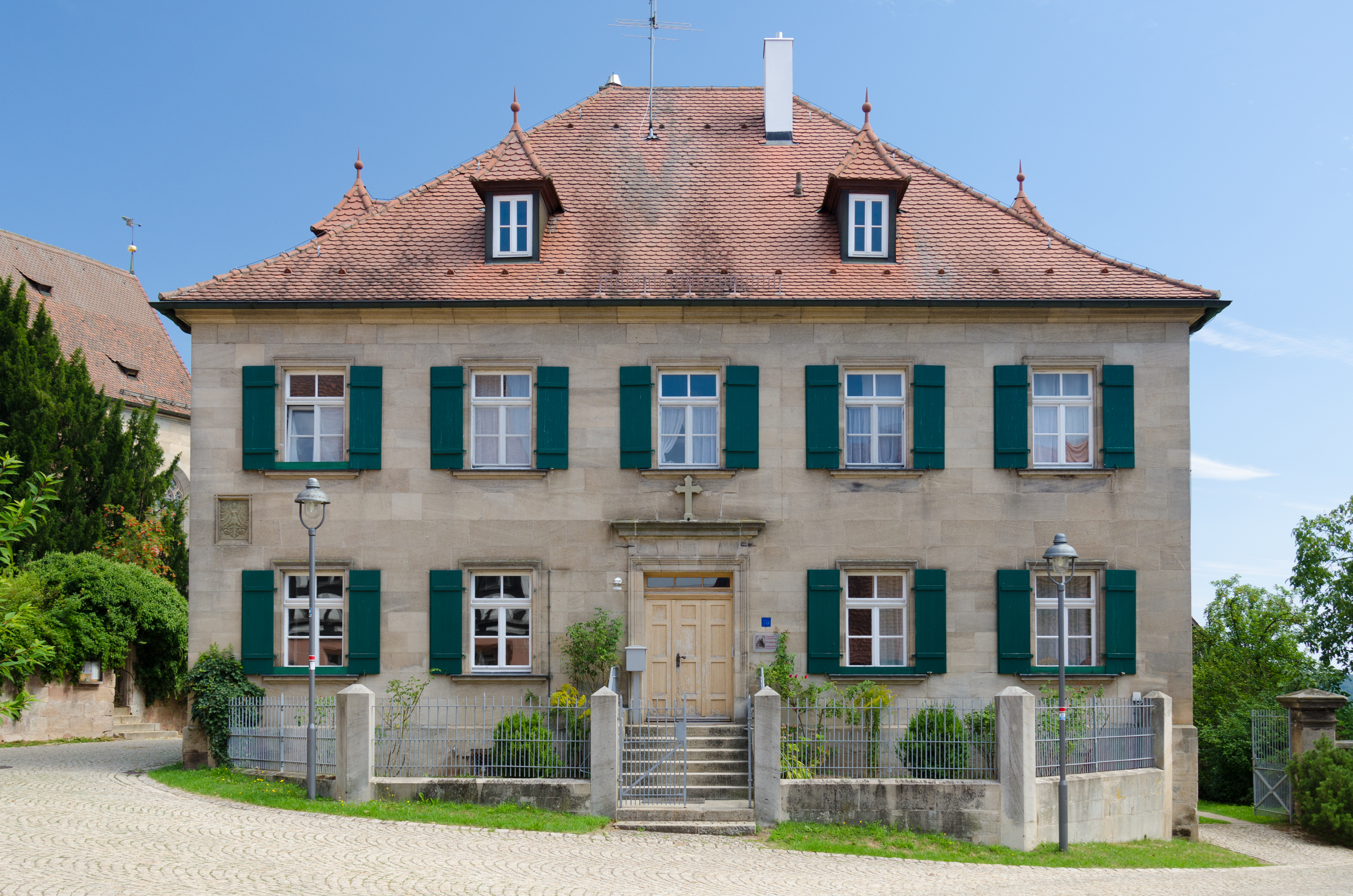
Pfarrhof
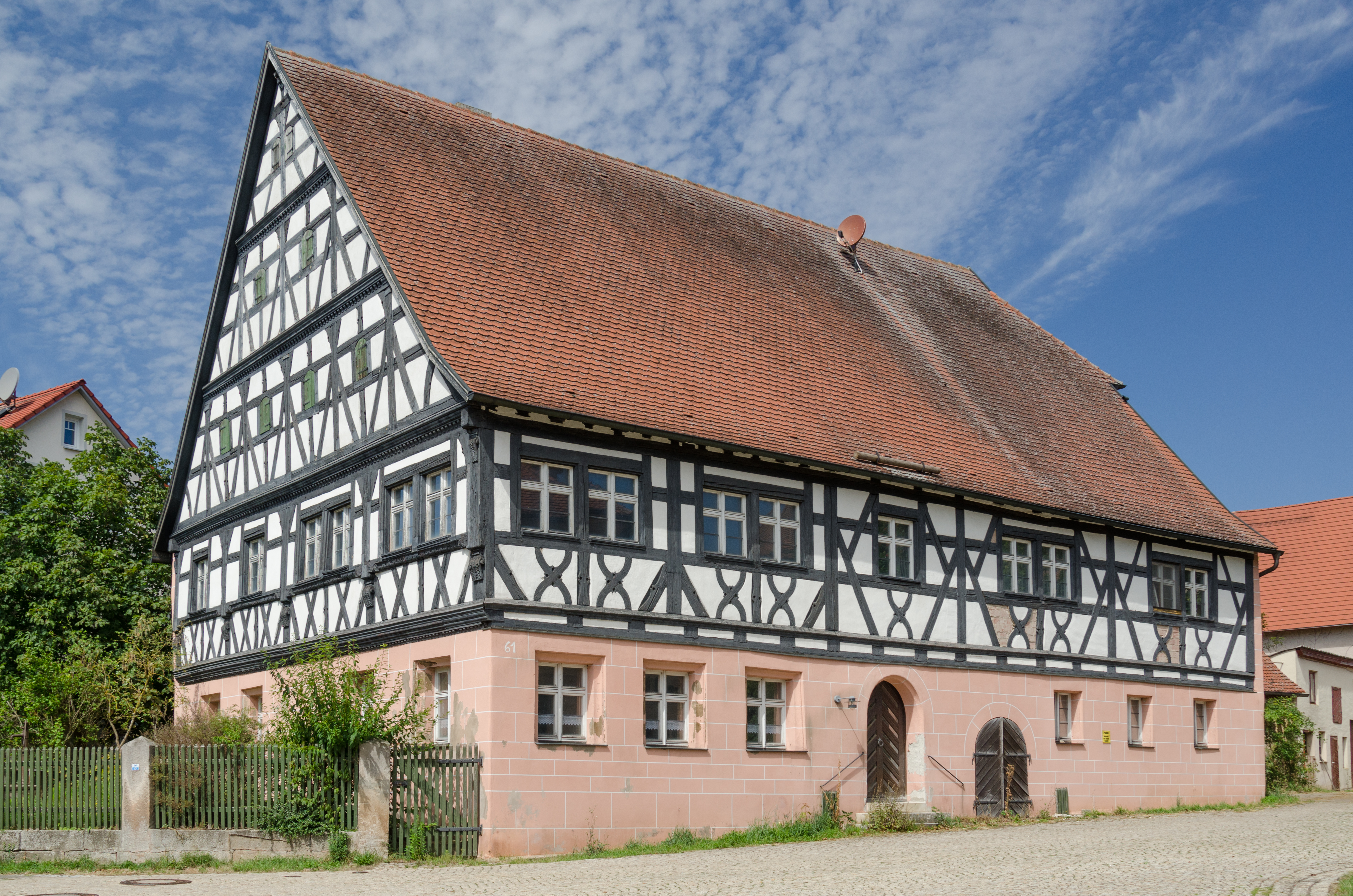
Ehemaliges Amtshaus bzw. Gasthaus Lamm
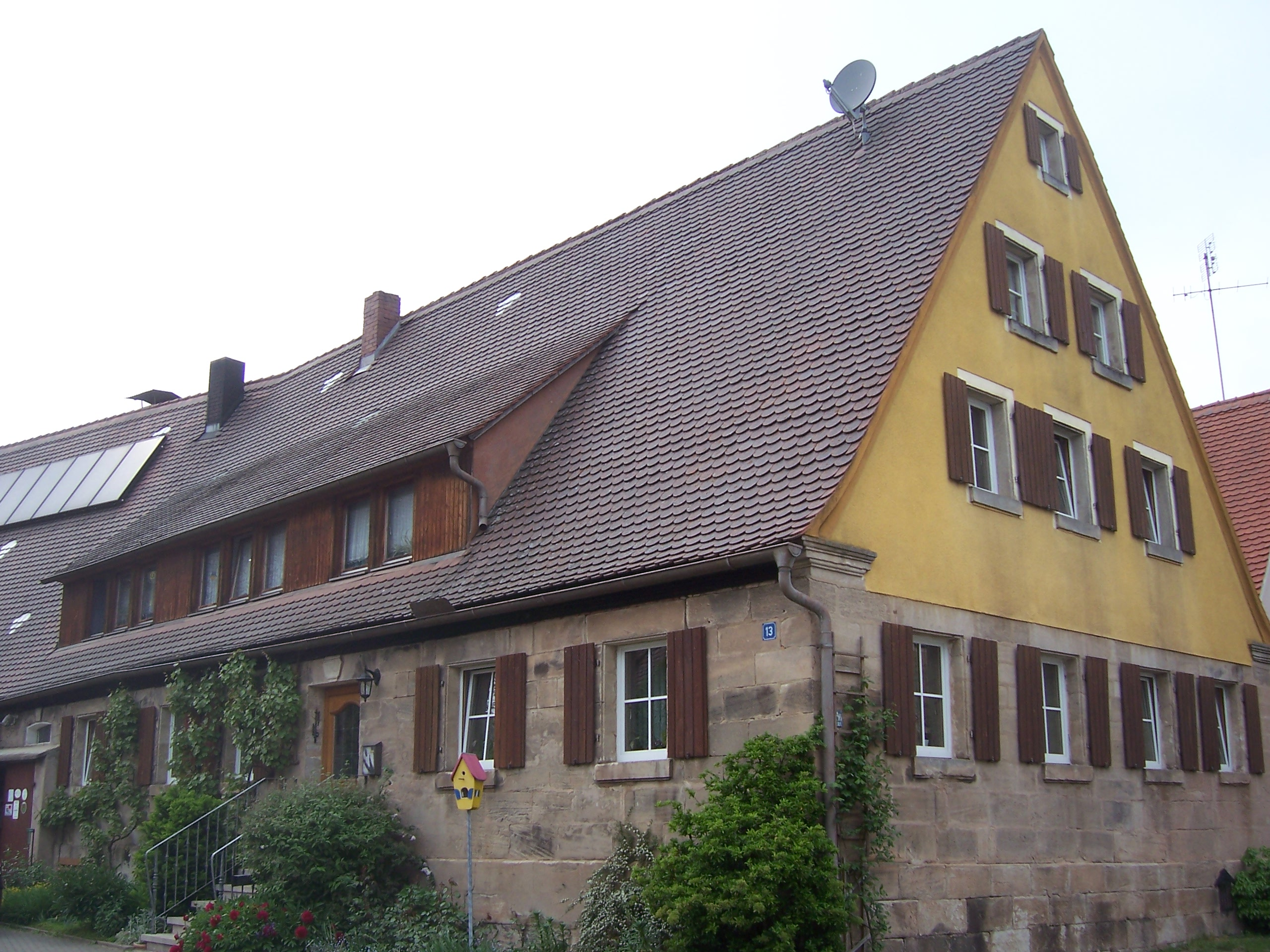
Bauernhaus eines Dreiseithofes